# Městský stadion Přerov
Městský stadion Přerov – wielofunkcyjny stadion w Przerowie, w Czechach. Obiekt może pomieścić 3000 widzów. Swoje spotkania rozgrywają na nim piłkarze klubu 1. FC Viktorie Přerov, a także zawodnicy zespołu futbolu amerykańskiego Přerov Mammoths.
W przeszłości gospodarzami obiektu byli piłkarze klubu HFK Přerov, którzy przez trzy sezony, w latach 1996–1999, występowali w czeskiej II lidze. Obecnie na obiekcie występują piłkarze powstałego w 2011 roku zespołu 1. FC Viktorie Přerov. Obiekt wykorzystywany jest także przez lekkoatletów oraz zawodników drużyny futbolu amerykańskiego Přerov Mammoths, którzy w 2019 roku wywalczyli awans do najwyższej klasy rozgrywkowej.